# Adhémar Jean Claude Barré de Saint-Venant
Adhémar Jean Claude Barré de Saint-Venant (Villiers-en-Bière, Seine-et-Marne, Francia, 23 de agosto de 1797 – Saint-Ouen (Loir y Cher), 6 de enero de 1886) fue un ingeniero, matemático y científico mecánico francés que contribuyó al nacimiento de la mecánica de medios continuos, tanto en la mecánica de sólidos deformables como en la mecánica de fluidos. Aunque su apellido completo era Barré de Saint-Venant, es conocido en la bibliografía no francesa simplemente como Saint-Venant.
Fue un pionero en el estudio de esfuerzos en estructuras. Su nombre se asocia fundamentalmente al Principio de Saint-Venant para sistemas de cargas equivalentes, al Teorema de Saint-Venant que establece el círculo como el área maciza más efectiva contra la torsión mecánica y la Condición de compatibilidad de Saint-Venant para la integrabilidad de tensores.
En mecánica de fluidos desarrolló las ecuaciones que describen el flujo unidimensional no estacionario de un fluido en lámina libre para aguas poco profundas (ecuaciones de aguas poco profundas, a veces llamadas Ecuaciones de Saint-Venant en 1D). En 1843 publicó la obtención de las ecuaciones de Navier-Stokes para un flujo viscoso y fue el primero en "identificar adecuadamente el coeficiente de viscosidad y su papel como factor multiplicador de los gradientes de velocidad en un flujo". A pesar de haber publicado antes que Stokes no se usa el nombre de Barré de Saint-Venant para el sistema de ecuaciones.
Barré de Saint-Venant también desarrolló una versión del cálculo vectorial similar a la de Grassmann (ahora considerado una forma diferencial exterior), publicándolo en 1845. Eso llevó a una disputa entre ambos sobre la autoría original. Grassman había publicado sus resultados en 1844 pero Barré de Saint-Venant afirmó haber desarrollado el método en 1832.

## Vida
Barré de Saint-Venant nació el 23 de agosto de 1797 en el Château de Fortoiseau, Villiers-en-Bière, Seine-et-Marne, Francia. Su padre era Jean Barré de Saint-Venant, (1737–1810), un oficial colonial de la Isla de Santo Domingo. Su madre fue Marie-Thérèse Josèphe Laborie (nacida en Haití en 1769). Entró en la École Polytechnique en 1813 con dieciséis años de edad. donde estudió bajo la dirección de Gay-Lussac.
Tras graduarse en 1816 trabajó como ingeniero durante 27 años. Inicialmente su pasión por la química le llevó a ser élève-commissaire (estudiante comisionado) del Service des Poudres et Salpêtres (Servicio de Pólvoras y Nitros) y luego ejerció como ingeniero civil en el Corps des Ponts et Chaussées (Cuerpo de Puentes y Caminos). Se casó en 1837 con Rohaut Fleury, de París. Después de un desacuerdo con la Administración Municipal de París se retiró como Ingeniero Jefe, segunda clase el 1 de abril de 1848.
En 1850 Saint-Venant ganó un concurso para la cátedra de ingeniería agrónoma en el Insitituto Agrónomo de Versailles, que ocupó dos años. Enseñó matemáticas en la École des Ponts et Chaussées (Escuela nacional de puentes y caminos), sucediendo al famoso Coriolis.
En 1868, con 71 años de edad, fue elegido para suceder a Poncelet en el área de mecánica de la Academia de Ciencias de Francia y continuó con su trabajo por otros 18 años. En 1869 recibió el título de Conde (Comte) del Papa Pío IX. Murió en enero de 1886 en Saint-Ouen (Loir y Cher). Las fuentes discrepan sobre la fecha de su muerte: unas dan el 6 de enero, mientras otras dan el 22 de enero.

## Principales desarrollos
- Ecuaciones de Saint-Venant en 1D
- Teorema de Saint-Venant
- Principio de Saint-Venant